# Kobylí mléko

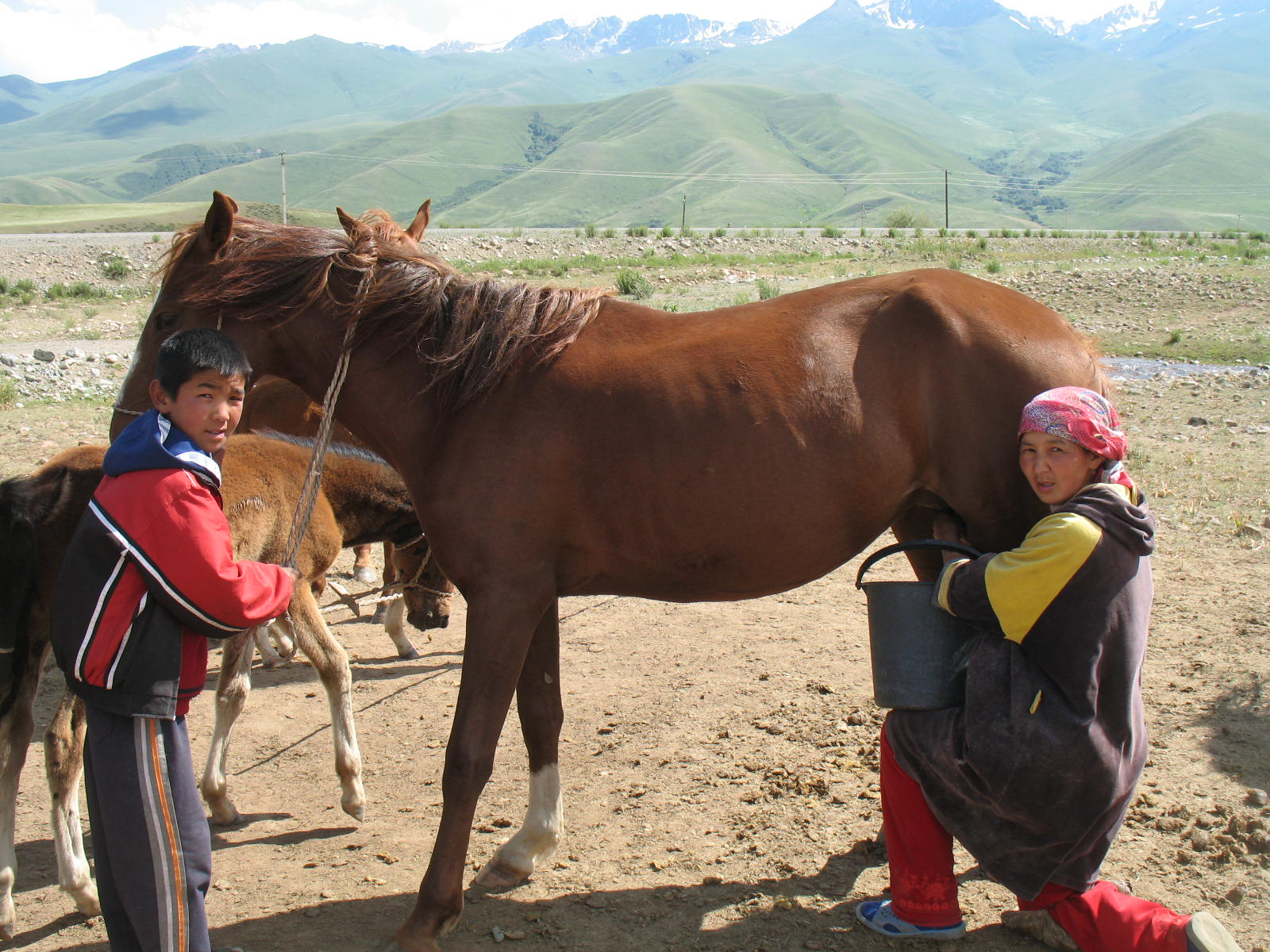
Dojení kobyly – Suusamyr, Kyrgyzstán

Kobylí mléko je mléko produkované samicemi koní (kobylami, klisnami). Slouží hříbatům jako přirozená potrava v prvních měsících života, také se užívá jako potravinový doplněk pro člověka.
Vzhledem k antibakteriálním a protizánětlivým složkám, kvalitě vemene a četnosti dojení klisen má kobylí mléko výrazně méně choroboplodných zárodků než kravské mléko. Kromě toho obsahuje méně alergenních látek. Je podobnější lidskému mléku, než kravské mléko.
Obsahuje asi 1 % tuku, 6 % laktózy, 2 % bílkovin (z toho 55 % kaseinu), 0,3 % stopových prvků jako vitamíny a enzymy. Jeho dietetické účinky jsou založeny na specifických složkách, jako jsou imunoglobuliny (asi 10% syrovátkové bílkoviny, včetně sIgA, sIgM), laktoferin a lysozym (antibakteriální, antivirotický), amyláza, kataláza, lipáza, peroxidáza, fosfatáza, malátdehydrogenáza a laktátdehydrogenáza, lakto-transferrin, acetylcholin, beta-laktóza (asi 5,5 %, používá se pro podporu střevní flóry, zejména jako živný substrát pro bifidobakterie), kyselina linolenová (omega-3 mastná kyselina, 15 až >25 % v mléčném tuku), vitamin C (asi 13 %) mg / 100 ml), taurin (asi 2,5 mg / 100 ml). 
Kobylí mléko se používá jak v lékařství, tak k výrobě kumysu a také jako složka kosmetických přípravků . 
Kobylí mléko má přirozeně vysoký obsah laktózy, není proto vhodné pro lidi s intolerancí laktózy nebo galaktosémií. V kumysu je obsah laktózy nižší v závislosti na stupni fermentace, protože laktóza je fermentována na ethanol a oxid uhličitý. 